# Kanianka pospolita
Kanianka pospolita, kanianka europejska (Cuscuta europaea L.) – gatunek rośliny jednorocznej z rodziny powojowatych (Convolvulaceae). Występuje w Europie, w północnej Afryce (Algieria) oraz na rozległych obszarach Azji znajdujących się pod wpływem klimatu umiarkowanego. Gatunek rozpowszechniony także w Polsce, od nizin po tereny górskie.

## Morfologia

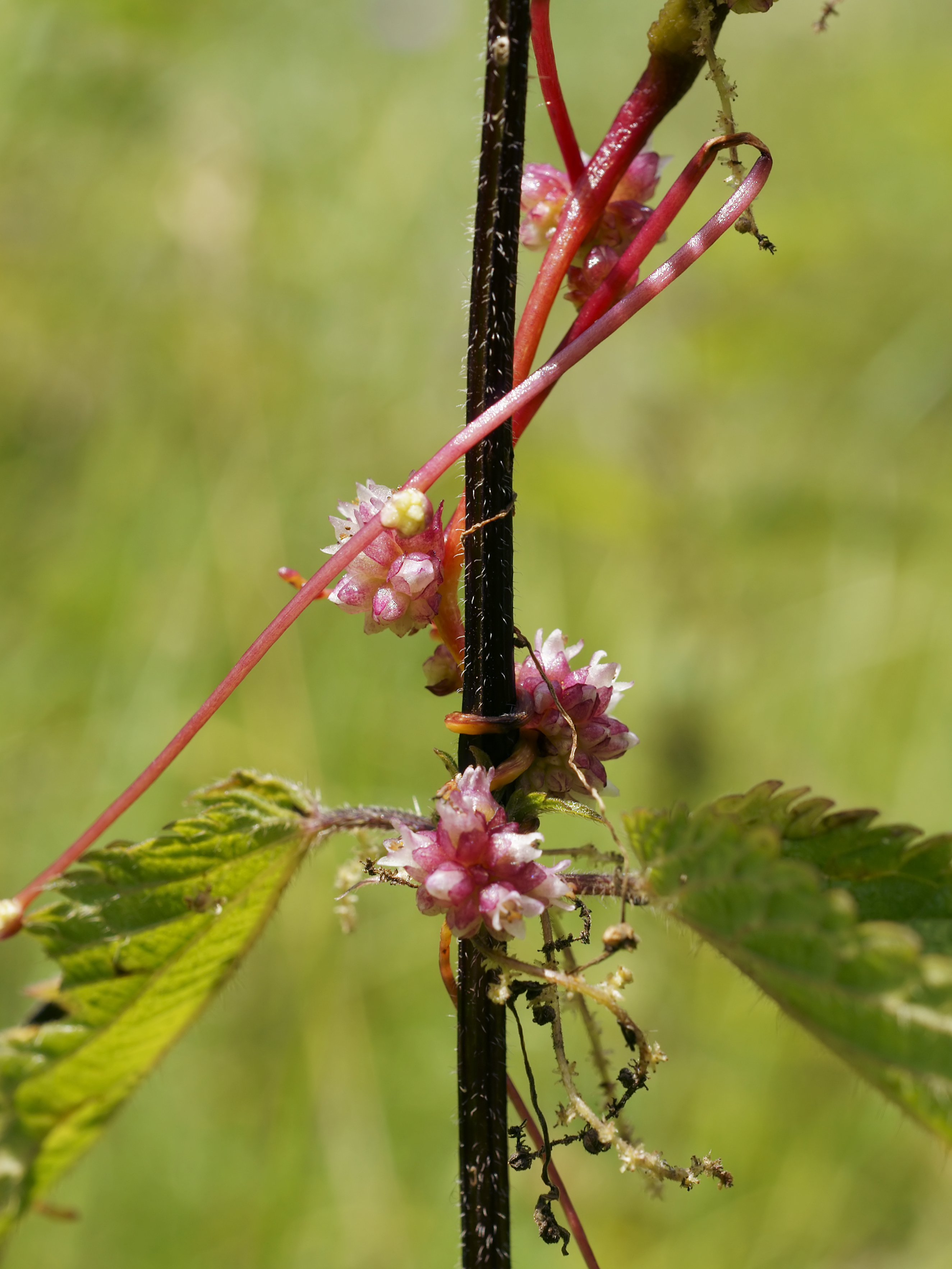
Kwiaty kanianki europejskiej

ŁodygaCzerwona, rozgałęziająca się, dość cienka, pnąca się, osiągającą długość około 1 m. Kwiaty zebrane w kłębki o średnicy około 10–15 mm. Korona kwiatów jest 4-krotna, czerwonawa, rzadziej biała lub żółta.
KwiatyNa krótkich szypułkach, zebrane w gęste, kilkukwiatowe pęczki. Mają różowy kolor, walcowatą koronę na szczycie rozdętą, ząbki tępe. Słupek o 2 szyjkach i nitkowatych znamionach, pręciki nie wystające z rurki korony. W gardzieli korony znajdują się przylegające do niej dwudzielne łuseczki o wąskich, podługowatych, 2- do 3-zębnych łatkach. Łuseczki te są wzniesione i wyrastają nieco w bok od nasady pręcików.
OwocKulistawa, otwierająca się wieczkiem torebka o długości do 3 mm. Zawiera dość duże nasiona (1–1,2 mm długości).

## Biologia i ekologia
Roślina pasożytnicza, będąca pasożytem całkowitym roślin. Rośnie zwłaszcza na pokrzywie, chmielu, koniczynie, ziemniakach i wierzbie. W klasyfikacji zbiorowisk roślinnych gatunek charakterystyczny dla All. Senecion fluviatilis i Ass. Cuscuto-Calystegietum. 

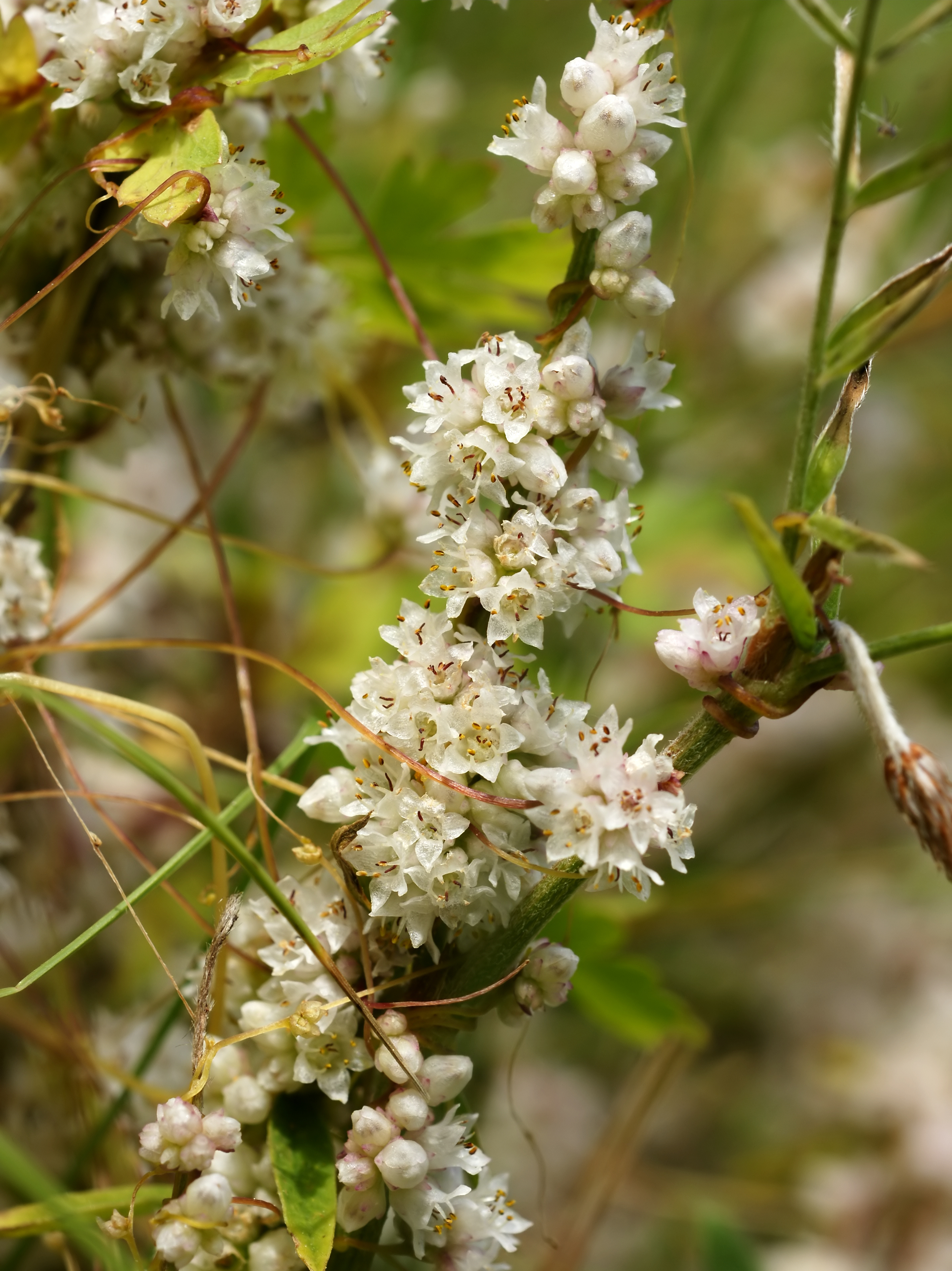

Roślina trująca.